# Konstantin von Preslaw

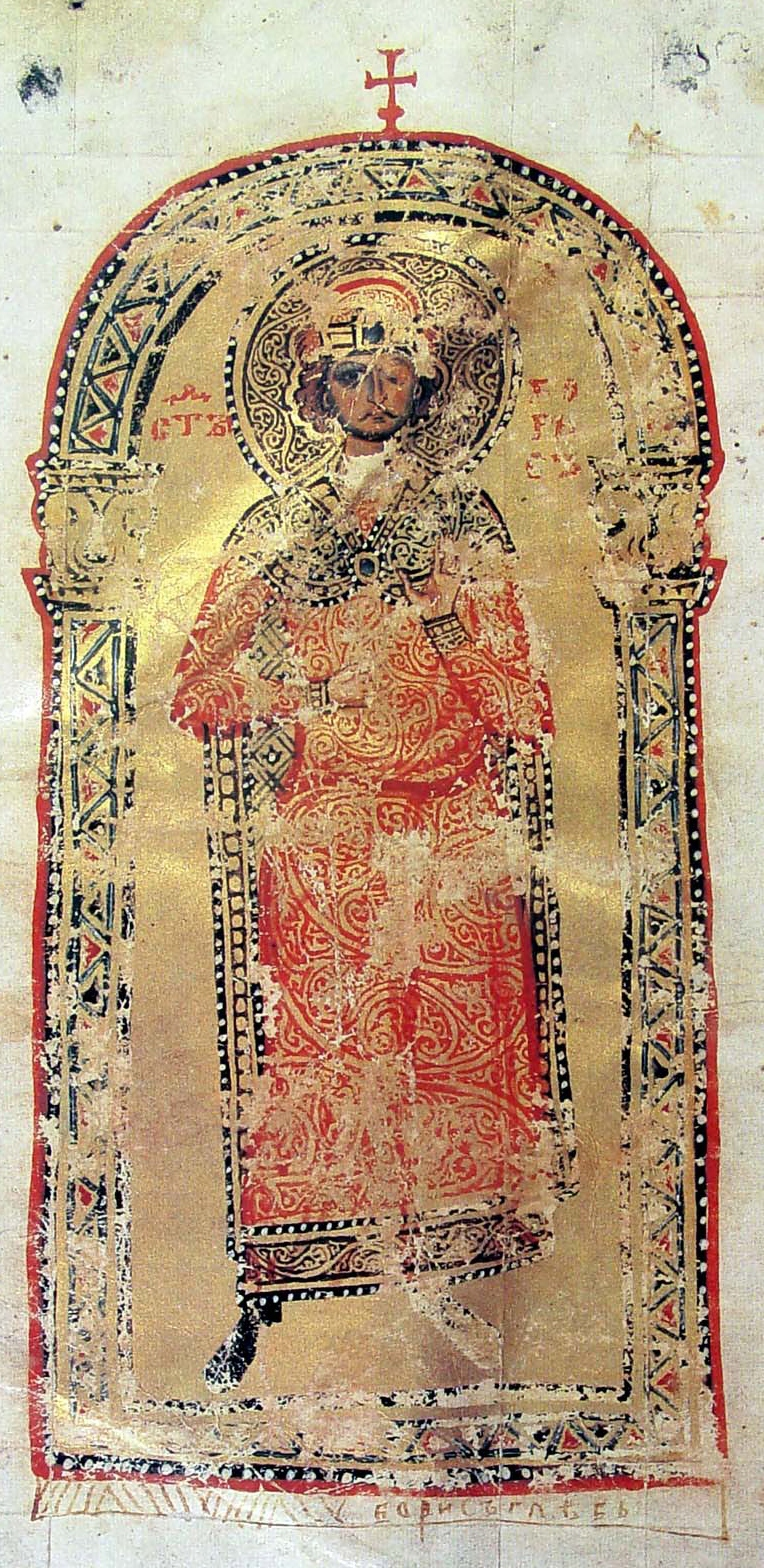
Der bulgarische Herrscher Boris I. Michael. Miniatur aus dem Belehrenden Evangelium (um 893–894 in Preslaw) von Konstantin von Preslaw. Russische Kopie aus dem 12. Jahrhundert. Staatliches Historisches Museum Moskau

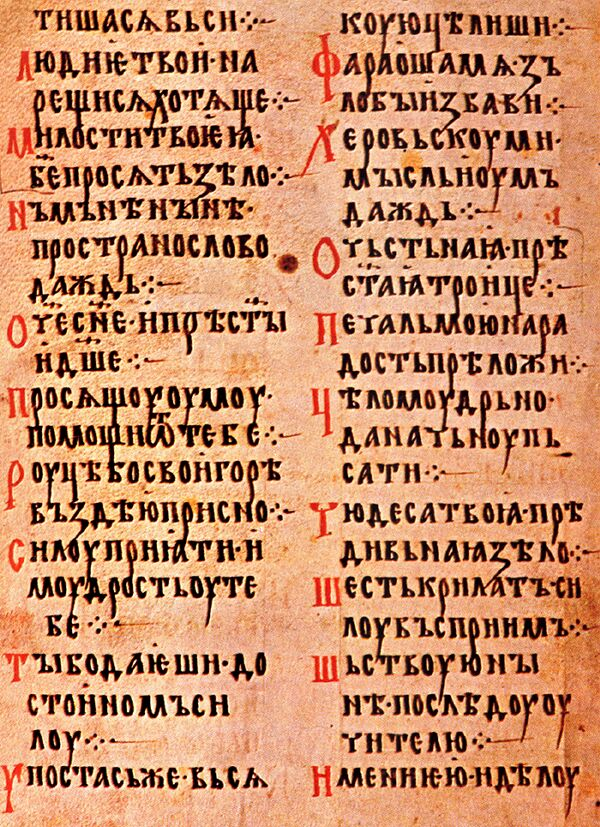
Alphabetisches Gebet-Vorwort des Belehrenden Evangeliums (um 893–894 in Preslaw) von Konstantin von Preslaw. Russische Abschrift aus dem 12. Jh. Staatliches Historisches Museum Moskau

Konstantin von Preslaw (Mitte 9. – Anfang 10. Jahrhundert), oder auch Konstantin Preslawski (bulgarisch Константин Преславски) war ein mittelalterlicher Theologe, Kompilator, Übersetzer, Dichter, Autor und Bischof von Preslaw. Konstantin von Preslaw ist einer der bedeutendsten Vertreter der Schule von Preslaw und eine herausragende Person der frühen bulgarischen Kultur.

## Leben
Über das Leben von Konstantin von Preslaw liegen nur wenige verlässliche Informationen vor. Es ist jedoch belegt, dass er ein Schüler von Kyrills Bruder Method war. Es gibt verschiedene Thesen darüber, wie er nach Bulgarien kam. Eine dieser Thesen vermutet, dass er Method bei seiner Mission im Großmährischen Reich unterstützte und nach dessen Tod 885 zusammen mit den anderen Schülern fliehen musste, um schließlich über Venedig und Konstantinopel nach Bulgarien zu gelangen. Eine andere These geht davon aus, dass Konstantin nach Methods Tod in Ungnade fiel und anschließend in die Sklaverei geriet. Während dieser soll er in Venedig verkauft worden sein und wurde später dem byzantinischen Kaiser in Konstantinopel abgekauft, um dann nach Bulgarien zu gelangen. Andere Forscher vertreten dagegen die These, dass er von Method in Konstantinopel zurückgelassen wurde und erst später an den Hof des bulgarischen Königs Boris I. Michael in Pliska kam.
Nach der Verlegung der von Boris gegründeten Akademie von Pliska durch seinen Sohn Simeon I. in die neue Hauptstadt Preslaw wurde Konstantin 893 zum Bischof von Preslaw ernannt (bulg. епископ; altgriechisch ἐπίσκοπος epískopos‚ Aufseher, Hüter, Schützer‘).

## Werke
Konstantin von Preslaw ist Autor vieler altbulgarischer Texte, davon haben jedoch nur wenige die Zeit überdauert. Die ältesten Textzeugen seiner Schriften stammen aus dem 12. bis 13. Jahrhundert, darunter:

### Belehrendes Evangelium
Das bedeutendste Werk von Konstantin von Preslaw ist das Belehrende Evangelium (bulg. Учително евангелие), einer der Höhepunkte des sogenannten Goldenen Zeitalters der bulgarischen Kultur, verfasst in der Zeit um 893–894 in Preslaw.
Diese Schrift ist eine belehrende Auslegung des Evangeliums, bestehend aus 51 Homilien für Sonntage und verschiedene Kirchenfeste, welche vor allem auf den Predigtansprachen von Johannes Chrysostomos beruhen, auf einige Zitate von Kyrill von Alexandrien sowie eigene Sentenzen (zum Beispiel Rede 42). Das Belehrende Evangelium besteht aus drei Teilen: Alphabetisches Gebet (bulg. „Азбучна молитва“); Istorikii (bulg. „Историкии“; deutsch. Chronik); Kirchenerzählung (bulg. „Църковно сказание“).
Trotz des kompilativen Charakters dieses Werkes ist das Belehrende Evangelium, insbesondere sein Vorwort – das Alphabetische Gebet – von großer Bedeutung für die bulgarische Literatur und Kultur, da dieses zum einen das erste systematische Werk in einer slawischen Sprache (konkret auf Bulgarisch) ist. Zum anderen gilt die Schöpfung Konstantins als die älteste Schrift, die das Kyrillische Alphabet verwendet. Denn, ungeachtet der weit verbreiteten Meinung, welche das Kyrillische mit Russland verbindet, entstand das Alphabet weder in Russland, noch ist ihr Erfinder der Heilige Konstantin-Kyrill, der bekanntlich die Glagolische Schrift erfand. Umstritten ist, ob einer seiner Schüler, Clemens von Ohrid, der Urheber des Kyrillischen ist, oder ob er nur das Glagolische reformierte. Als erwiesen gilt dagegen, dass das Kyrillische Alphabet am Hofe der bulgarischen Könige im 10. Jahrhundert in Preslaw entstand und durch Konstantin von Preslaw seine erste Verbreitung fand. Ob Konstantin die neue Schrift erfand, lässt sich nicht eindeutig nachweisen.
Das Werk ist erhalten durch eine russische Abschrift aus dem 12. Jahrhundert, heute aufbewahrt im Staatlichen Historischen Museum Moskau.

### Vier Reden gegen die Arianer
906 übersetzte Konstantin von Preslaw die vier Reden des Athanasios gegen die Arianer (gr.λόγοι κατά Αρειανών; Reden gegen die Arianer) ins Bulgarische. In seiner Übersetzung heißt es wörtlich, dass die Übersetzung auf Befehl unseres Fürsten Simeon im Jahre 6414 (= 906 nach Chr.) erfolge. Diese Zeitangabe datiert das Werk Konstantins und gilt auch als der einzige Fixpunkt in seinem Leben.

### Vorwort zum Evangeliar
Bezüglich der Urheberschaft des Werkes Vorwort zum Evangeliar (bulg. „Проглас към Евангелието“) ist die Forschung zweigeteilt. Einige Forscher schreiben die Schrift Konstantin von Preslaw zu, andere wiederum Kyrill. Das „Vorwort zum Evangeliar“ steht inhaltlich und kompositorisch dem „Alphabetischen Gebet“ sehr nahe. Die Schrift behandelt unter anderem die Notwendigkeit der Verwendung der eigenen Sprache in der Liturgie, statt der für die einfachen Leute unverständlichen Sakralsprache Griechisch. Das Werk wird in die 2. Hälfte des 9. Jahrhunderts datiert.

### Andere Werke
- Übersetzung des Werkes Historia Ecclesiastica (bulg. Черковно сказание; deutsch. Kirchengeschichte) vom byzantinischen Patriarchen Germanos I. von Konstantinopel (*650/660?; † nach 730)
- Offizium für Method (bulg. Служба на Методий), in dessen Kanon der Name Konstantins in Akrostichon eingebaut ist.
- Zyklus Stichera im feierlichen Minaion (bulg. Цикъл стихири в празничен миней); (gr. das Sticheron/Pl. Stichera - Rhythmus byzantinischer Hymnen; Menäon - das orthodoxe liturgische Monatsbuch), das sich auf die Vorbereitung zum Dreikönigstag (Theophanie - Erscheinung Gottes) bezieht.

## Ehrung
Heute trägt die Bischof-Konstantin-Preslawski Universität Schumen in Schumen sowie mehrere Schuleinrichtungen im ganzen Land den Namen Konstantins.